# Cyrtophora guangxiensis
Cyrtophora guangxiensis är en spindelart som beskrevs av Yin et al. 1990. Cyrtophora guangxiensis ingår i släktet Cyrtophora och familjen hjulspindlar. Inga underarter finns listade i Catalogue of Life.